# توایوو هایتینن
توایوو هایتینن (انگلیسی: Toivo Hyytiäinen؛ ۱۲ نوامبر ۱۹۲۵ – ۲۱ اکتبر ۱۹۷۸) ورزشکار پرتاب نیزه اهل فنلاند بود.